# Michal Kravčík
 (avril 2024).
La mise en forme du texte ne suit pas les recommandations de Wikipédia : il faut le « wikifier ».
Les points d'amélioration suivants sont les cas les plus fréquents. Le détail des points à revoir est peut-être précisé sur la page de discussion.
- Les titres sont pré-formatés par le logiciel. Ils ne sont ni en capitales, ni en gras.
- Le texte ne doit pas être écrit en capitales (les noms de famille non plus), ni en gras, ni en italique, ni en « petit »…
- Le gras n'est utilisé que pour surligner le titre de l'article dans l'introduction, une seule fois.
- L'italique est rarement utilisé : mots en langue étrangère, titres d'œuvres, noms de bateaux, etc.
- Les citations ne sont pas en italique mais en corps de texte normal. Elles sont entourées par des guillemets français : « et ».
- Les listes à puces sont à éviter, des paragraphes rédigés étant largement préférés. Les tableaux sont à réserver à la présentation de données structurées (résultats, etc.).
- Les appels de note de bas de page (petits chiffres en exposant, introduits par l'outil «  Source ») sont à placer entre la fin de phrase et le point final[comme ça].
- Les liens internes (vers d'autres articles de Wikipédia) sont à choisir avec parcimonie. Créez des liens vers des articles approfondissant le sujet. Les termes génériques sans rapport avec le sujet sont à éviter, ainsi que les répétitions de liens vers un même terme.
- Les liens externes sont à placer uniquement dans une section « Liens externes », à la fin de l'article. Ces liens sont à choisir avec parcimonie suivant les règles définies. Si un lien sert de source à l'article, son insertion dans le texte est à faire par les notes de bas de page.
- La présentation des références doit suivre les conventions bibliographiques. Il est recommandé d'utiliser les modèles {{Ouvrage}}, {{Chapitre}}, {{Article}}, {{Lien web}} et/ou {{Bibliographie}}. Le mode d'édition visuel peut mettre en forme automatiquement les références.
- Insérer une infobox (cadre d'informations à droite) n'est pas obligatoire pour parachever la mise en page.

Pour une aide détaillée, merci de consulter Aide:Wikification.
Si vous pensez que ces points ont été résolus, vous pouvez retirer ce bandeau et améliorer la mise en forme d'un autre article.
Michal Kravčík (né le 3 février 1956) est un hydrologue et écologue slovaque. Il reçoit le Prix Goldman pour l'environnement en 1999 pour sa contribution à la gestion de la rivière Torysa.

## Carrière
Il est titulaire d'un doctorat en Génie civil de l'Université technique slovaque. Il travaille durant 8 ans à l'Académie slovaque des sciences. À travers son action, il promeut des solutions écologiques pour la gestion intégrée des bassins fluviaux. Il publie et contribue à de nombreux ouvrages, dont « De l’eau pour le climat – un nouveau paradigme de l’eau » (anglais : Water for the Recovery of the Climate – A New Water Paradigm) en 2007. Il est membre fondateur et président de l'organisation non gouvernementale People and Water (slovaque : MVO Ľudia a voda). Il est membre d'Ashoka.

## Engagements

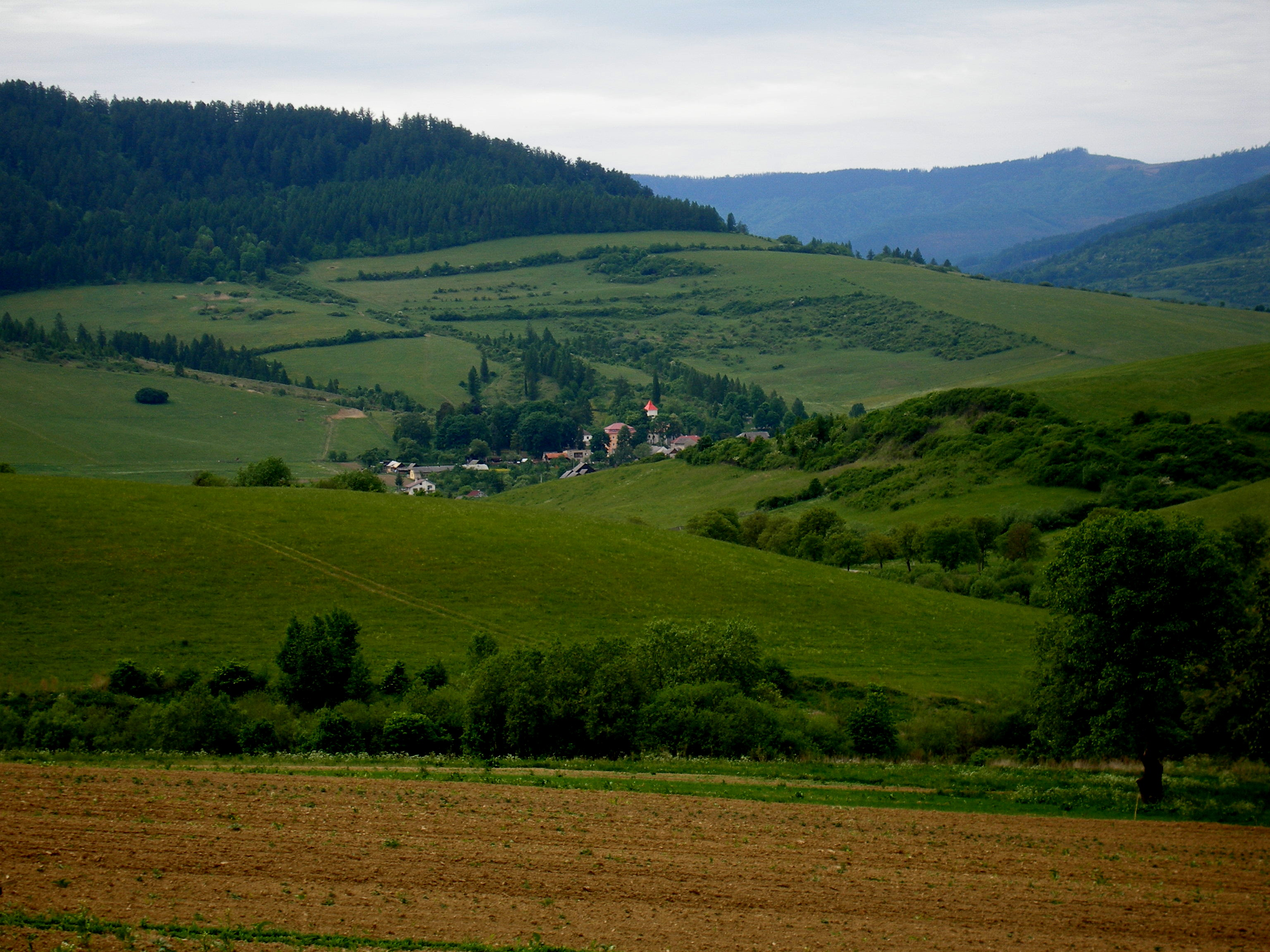
Tichy Potok

En 1992, le gouvernement démocratique slovaque reprend une idée de l'époque communiste consistant à construire un barrage à Tichý Potok sur la rivière Torysa. Le projet est censé fournir de l'Eau potable aux villes de l'est de la Slovaquie et remédier aux éventuelles pénuries d'eau. L'investissement aurait eu des conséquences sur l'environnement et nécessitait l'abandon de quatre villages vieux de 700 ans. Michal Kravčík s'y oppose, affirmant que les réservoirs d'eau potable existants ne sont pas pleinement utilisés, que le taux de consommation d'eau avait diminué et que d'importantes quantités d'eau sont gaspillées au stade de la distribution. En 1993, il propose une solution au problème intitulée « L'eau pour le troisième millénaire ».
En 1994, il propose « L’Alternative bleue ». L'une des exigences est la décentralisation du pouvoir, car il est prévu que l'eau soit distribuée par les autorités locales. Le plan de Michal Kravčík commence par la construction de 35 microbassins, déversoirs et barrages sur les cours d'eau locaux. Il entend également protéger les villages historiques et soutenir l'agriculture, mais le ministère slovaque de l'Environnement rejette son idée. Michal Kravčík, en collaboration avec l'ONG People and Water, organise des camps de travail d'été en 1995 et 1996 afin de construire de petits réservoirs d'eau. Une fois les constructions terminées, les médias sont invités sur le chantier. La médiatisation est renforcée du fait d'une amende à l'encontre de People et Water pour construction sans autorisation.
Il est à l'initiative du programme « Villages pour le troisième millénaire » qui prévoit le développement de 24 villages. Ils mènent des activités telles qu'une ferme biologique, de l'agrotourisme, de l'artisanat, une ferme piscicole et station de traitement des eaux usées à base de roseaux.
Il lance une campagne « Village et démocratie » qui comprend 164 villages de la région montagneuse de Levoča, dans laquelle il introduit des processus démocratiques en faveur d'une société durable et ouverte.
En 1998, il entre sur la scène nationale en organisant une campagne éducative sur le thème des prochaines élections. Grâce à ses actions, les élections réunissent 84% de la population et l'ancien Premier ministre qui soutenait l'idée de construire le barrage de Tichy Potok est évincé.